# O.S.T.R.
Adam Andrzej Ostrowski (Łódź, Polonia, 15 de mayo de 1980), más conocido por su seudónimo O.S.T.R., es un rapero, músico, ingeniero de audio y productor discográfico polaco, reconocido por sus habilidades en freestyle rap, sus letras ambiciosas y sus ritmos únicos. Graduado como violinista en la Academia de Música de Łódź, Ostrowski es uno de los pocos raperos polacos que ha recibido educación musical profesional.
O.S.T.R. ha colaborado con raperos estadounidenses como Evidence, El Da Sensei, Craig G, Keith Murray, Jeru The Damaja, Lil 'Dap, Sadat X y el productor canadiense Marco Polo. También ha colaborado con múltiples artistas polacos, incluidos los músicos de jazz Michał Urbaniak, Hades, SOFA, Fokus, DJ Deszczu Strugi, DonGURALesko, Vienio i Pelson, Fu, Pezet, SiStars y Slums Attack. Es miembro de las bandas Tabasko, Skill Mega, Killing Skills, Beat Brothers y del proyecto musical POE, además de haber sido integrante de Obóz TA y LWC.

## Discografía

### Álbumes
| Saturator                                                                           | - Publicación: 2000 - Discográfica: Autopublicado - Formatos: CD                                         | —  |                |                   |
| Masz to jak w banku                                                                 | - Publicación: 8 de octubre de 2001 - Discográfica: Asfalt Records - Formatos: CD, descarga digital      | —  | - POL: +2 000  |                   |
| 30 minut z życia                                                                    | - Publicación: 8 de abril de 2002 - Discográfica: Asfalt Records - Formatos: CD                          | —  |                |                   |
| Tabasko                                                                             | - Publicación: 24 de junio de 2002 - Discográfica: Asfalt Records - Formatos: CD, descarga digital       | 29 | - POL: +4 000  |                   |
| Jazz w wolnych chwilach                                                             | - Publicación: 8 de diciembre de 2003 - Discográfica: Asfalt Records - Formatos: CD, descarga digital    | 21 |                |                   |
| Jazzurekcja                                                                         | - Publicación: 22 de noviembre de 2004 - Discográfica: Asfalt Records - Formatos: CD, descarga digital   | 5  |                |                   |
| 7                                                                                   | - Publicación: 27 de febrero de 2006 - Discográfica: Asfalt Records - Formatos: CD, descarga digital     | 2  |                |                   |
| HollyŁódź                                                                           | - Publicación: 26 de febrero de 2007 - Discográfica: Asfalt Records - Formatos: CD, descarga digital     | 2  | - POL: +15 000 | - POL: oro        |
| Ja tu tylko sprzątam                                                                | - Publicación: 25 de febrero de 2008 - Discográfica: Asfalt Records - Formatos: CD, descarga digital     | 1  | - POL: +15 000 | - POL: oro        |
| O.c.b.                                                                              | - Publicación: 2 de marzo de 2009 - Discográfica: Asfalt Records - Formatos: CD, descarga digital        | 2  | - POL: +15 000 | - POL: oro        |
| Jazzurekcja: Addendum                                                               | - Publicación: 30 de noviembre de 2009 - Discográfica: Asfalt Records - Formatos: CD, descarga digital   | —  |                |                   |
| Tylko dla dorosłych                                                                 | - Publicación: 1 de marzo de 2010 - Discográfica: Asfalt Records - Formatos: CD, descarga digital        | 1  | - POL: +30 000 | - POL: platino    |
| Tylko dla dorosłych. Instrumentals                                                  | - Publicación: 8 de agosto de 2010 - Discográfica: Asfalt Records - Formatos: CD                         | —  |                |                   |
| Jazz, dwa, trzy                                                                     | - Publicación: 21 de febrero de 2011 - Discográfica: Asfalt Records - Formatos: CD, LP, descarga digital | 2  | - POL: +30 000 | - POL: platino    |
| Podróż zwana życiem                                                                 | - Publicación: 23 de febrero de 2015 - Discográfica: Asfalt Records - Formatos: CD, LP, descarga digital | 1  | - POL: +60 000 | - POL: platino x2 |
| Życie po śmierci                                                                    | - Publicación: 26 de febrero de 2016 - Discográfica: Asfalt Records - Formatos: CD, LP, descarga digital | 1  | - POL: +90 000 | - POL: platino x3 |
| W drodze po szczęście                                                               | - Publicación: 23 de febrero de 2018 - Discográfica: Asfalt Records - Formatos: CD, LP, descarga digital | 1  | - POL: +30 000 | - POL: platino    |
| «—» denota una publicación que no entró en las listas o que el dato es desconocido. | |    |                |                   |

### Álbumes colaborativos
| Trójka Live! (con SOFA)                                                             | - Publicación: 24 de octubre de 2007 - Discográfica: 3 Sky Media - Formatos: CD                      | — |                |                |
| Galerianki (con Skinny Patrini)                                                     | - Publicación: 11 de septiembre de 2009 - Discográfica: Asfalt Records - Formatos: CD                | — |                |                |
| Podostrzyfszy... (con Warszafski Deszcz)                                            | - Publicación: 8 de octubre de 2009 - Discográfica: Asfalt Records, Wielkie Joł - Formatos: LP       | — |                |                |
| Copycats EP (con Joe Kickass)                                                       | - Publicación: 14 de febrero de 2012 - Discográfica: Asfalt Records - Formatos: LP                   | — |                |                |
| Haos (con Hades)                                                                    | - Publicación: 25 de febrero de 2013 - Discográfica: Asfalt Records - Formatos: CD, descarga digital | 1 | - POL: +30 000 | - POL: platino |
| Kartagina (con Marco Polo)                                                          | - Publicación: 4 de marzo de 2014 - Discográfica: Asfalt Records - Formatos: CD, descarga digital    | 1 | - POL: +30 000 | - POL: platino |
| «—» denota una publicación que no entró en las listas o que el dato es desconocido. | |   |                |                |

### Álbumes en vivo
| Título                      | Detalles del EP                                                                                    | Posiciones en las listas musicales | Ventas         | Certificaciones |
| Título                      | Detalles del EP                                                                                    | POL                                | Ventas         | Certificaciones |
| --------------------------- | -------------------------------------------------------------------------------------------------- | ---------------------------------- | -------------- | --------------- |
| MTV Unplugged: Autentycznie | - Publicación: 28 de abril de 2017 - Discográfica: Asfalt Records - Formatos: CD, descarga digital | 1                                  | - POL: +15 000 | - POL: oro      |